# Туцулешть
Туцулешть, Туцулешті (рум. Tuțulești) — село у повіті Вилча в Румунії. Входить до складу комуни Раковіца.
Село розташоване на відстані 177 км на північний захід від Бухареста, 32 км на північ від Римніку-Вилчі, 125 км на північ від Крайови, 105 км на захід від Брашова.

## Населення
За даними перепису населення 2002 року у селі проживали 108 осіб, усі — румуни. Усі жителі села рідною мовою назвали румунську.